# Municipio de Durbe
El municipio de Durbes (en Letón: Durbes novads) es uno de los ciento diez municipios de Letonia, se encuentra localizado en el suroeste de dicho país báltico. Fue creado durante el año 2000 después de una reorganización territorial. La capital es la villa de Durbe.
El 1 de julio de 2021, el municipio de Durbe dejó de existir y su territorio se fusionó con el municipio de Kurzeme Meridional.

## Subdivisiones
- Dunalkas pagasts (zona rural)
- Durbe (villa)
- Durbes pagasts (zona rural)
- Tadaiķu pagasts (zona rural)
- Vecpils pagasts (zona rural)

## Población y territorio
Su población se encuentra compuesta por un total de 3.484 personas (2009). La superficie de este municipio abarca una extensión de territorio de unos 320,7 kilómetros cuadrados. La densidad poblacional es de 10,86 habitantes por cada kilómetro cuadrado.